# Torben Giehler
Torben Giehler (* 1973 in Bad Oeynhausen) ist ein deutscher Maler.

## Leben
Torben Giehler studierte von 1995 bis 1999 an der School of the Museum Of Fine Arts, Boston und dem New York Studio Program in New York. 1999 zeigte er seine Abschlussarbeiten im Museum of Fine Arts, Boston. Nach dem Studium zog er nach New York City, wo er bis 2009 wohnte. Seit 2009 lebt und arbeitet er in Berlin.

## Werk
Seine Werke wurden in zahlreichen internationalen Ausstellungen in Galerien und Museen gezeigt. Er war 2005 auf der Prag Biennale und in „Greater NY“ im MoMA PS1 in New York vertreten und hatte 2003 eine Einzelausstellung im Centro de Arte Salamanca in Spanien. Weiterhin waren seine Werke in renommierten Gruppenausstellung, wie z. B. in PAINTING PICTURES im Kunstmuseum Wolfsburg, in „abstract art now“ im Wilhelm-Hack Museum in Ludwigshafen, im Cleveland Museum of Art, im New Orleans Museum of Art und im Museum of Fine Art in Boston ausgestellt. 2008 erhielt er den Falkenrot Preis mit einer umfassenden Einzelausstellung im Künstlerhaus Bethanien in Berlin.

## Einzelausstellungen
- 2012: Stephane Simoens Contemporary Fine Art, Knokke, Belgium
- 2011: "Lateralus", Leo Koenig Inc., New York
- 2009: "Devil In The Woods", Galerie Suzanne Tarasieve, Paris
- 2009: Galerie SixFriedrichLisaUnger, München
- 2008: Falkenroth Preis, Künstlerhaus Bethanien, Berlin (Katalog)
- 2007: "Invisible Limits", Martin Geier Galerie, Algund, Italy
- 2007: "Eis Hexe", Leo Koenig Inc., New York
- 2006: "Alphaville", Galerie Suzanne Tarasieve, Paris (Katalog)
- 2005: "Suspended Animation", Arndt & Partner, Zürich, Schweiz
- 2004: "Jpeg Twister", Leo Koenig Inc., New York
- 2004: "Sputnik Sweetheart", Arndt & Partner, Berlin
- 2003: Paolo Curti & Co., Mailand
- 2003: Centro de Arte de Salamanca, Spanien (Katalog)
- 2003: The Happy Lion, Los Angeles
- 2003: Eleni Koroneou, Athen
- 2002: Leo Koenig Inc., New York (Katalog)
- 2002: Arndt & Partner, Berlin
- 2001: Art Dealers Invitational, Marseille
- 2000: Leo Koenig Inc., New York (Katalog)

## Gruppenausstellungen
- 2012 "abstract confusion", Kunsthalle Erfurt, Erfurt (Katalog)
- 2012 "Berlin.Status(1)", Künstlerhaus Bethanien, Berlin (Katalog)
- 2011 "Forces of Nature: Selection from the Frederick R. Weisman Art Foundation" curated by Milam Weisman, Louisiana Art and Science Museum, Baton Rouge, Louisiana
- 2011 "I love ALDI", Wilhelm-Hack-Museum, Ludwigshafen (Katalog)
- 2011 "abstract confusion", Kunstverein Ulm, Ulm (Katalog)
- 2011 "A Sense Of Place: Landscapes from Monet to Hockney", Bellagio Gallery of Fine Arts, Las Vegas, NV
- 2011 "abstract confusion", B-05, Kunst- und Kulturzentrum Montabur (Katalog)
- 2010 "Changing Soil:Contemporary Landscape Painting (Za Fukei), Nagoya/Boston MFA, Nagoya, Japan (Katalog)
- 2010 "Celebration", curated by Dimitrios Antonitsis, The Museum Alex Mylona, Macedonian MOCA, Athens, Greece
- 2010 "Elements of Nature, Selections from the Frederick R. Weisman Art Foundation", Carnegie Art Museum, Oxnard, CA
- 2008 Uncoordinated: Mapping Cartography in Contemporary Art, Contemporary Arts Center, Cincinnati, OH
- 2008 Teaching An Old Dog New Tricks, Den Frie Udstillingsbygning, Kopenhagen, Dänemark (Katalog)
- 2008 Future Tense: Reshaping the Landscape, Neuberger Museum of Art, Purchase, NY
- 2007 "Eclectic Eye: Selections from the Frederick R. Weisman Art Foundation", Fine Art Center, Colorado Springs, Colorado
- 2007 "Grups", Hydra School Projects curated by Dimitris Antonitsis, Hydra, Griechenland
- 2007 "Like color in pictures", Aspen Art Museum, Colorado (Katalog)
- 2006 "Negotiating Reality: Recent Works from the Logan Collection", Denver University, Denver, Colorado (Katalog)
- 2006 “abstract art now - strictly geometrica”, Wilhelm Hack Museum, Ludwigshafen (Katalog)
- 2006 “Made in Germany”, gip international fine art, Burgdorf, Schweiz
- 2005 "Generation X: Young Art from the Collection", Kunstmuseum Wolfsburg
- 2005 Prague Biennale 2, Prague, Czech Republic (Katalog)
- 2005 “Greater New York”, PS1 New York (Katalog)
- 2005 "We Can Do It!", Gary Tatinsian Gallery, Moscow (Katalog)
- 2004 "Eclectic Eye: Selections from the Frederick R. Weisman Art Foundation", New Orleans Museum of Art, New Orleans, Louisiana
- 2004 "Surface Tension", curated by Manon Slome, Chelsea Art Museum, New York
- 2004 "Treasure Islands", Kunstmuseum Wolfsburg
- 2003 "A New Modernism for a New Millenium: Abstraction and Surrealism are reinvented in the Internet Age", The Logan Collection, Vail, Colorado (Katalog)
- 2003 "Project 244: MetaScape", Cleveland Museum of Art, Cleveland, Ohio
- 2003 "Painting Pictures",curated by Gijs van Tuyl, Kunstmuseum Wolfsburg (Katalog)
- 2002 "Building a Collection: Recent Acquisitions of Contemporary Art", Museum of Fine Arts, Boston, Massachusetts
- 2001 "Come on Feel the Noice", Asbaek Galerie, Kopenhagen
- 2000 "Collector’s Choice", Exit Art, New York
- 1999 Traveling Scholarship Exhibition, Museum of Fine Arts, Boston (Katalog)
- 1999 Fifth Year Competition & Exhibition, School of the Museum of the Fine Arts, Boston